# 昔碛高速公路
昔阳至碛口高速公路，简称昔碛高速公路，是山西省的一条连接晋中市昔阳县孔氏乡与吕梁市临县碛口镇的省级高速，是山西省高速公路“4纵15横33联”中的第8横，编号为： 昔碛高速，可分为昔阳至榆次段（昔榆高速公路）、榆次至祁县段（榆祁高速公路）和祁县至碛口段，昔榆段包括有控制性工程太行山隧道，全长14.02千米，超过太古高速公路西山隧道成为山西省最长公路隧道，预计2024年通车。